# Paragona multisignata
Paragona multisignata är en fjärilsart som beskrevs av Hugo Theodor Christoph 1880. Paragona multisignata ingår i släktet Paragona och familjen nattflyn. Inga underarter finns listade i Catalogue of Life.